# رياضة إلكترونية

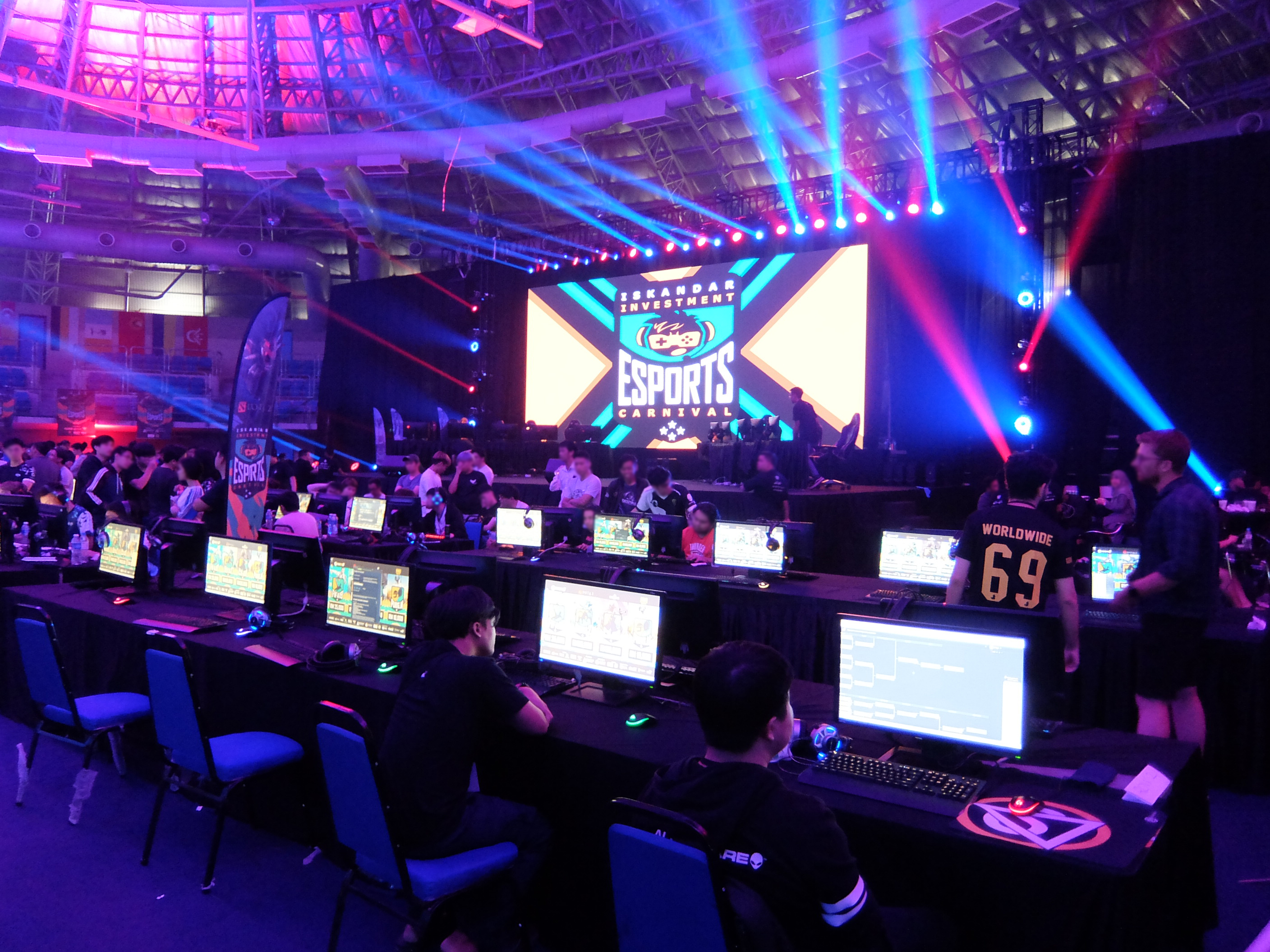
رياضة إلكترونية

الرياضة الإلكترونية (بالإنجليزية: Esports)‏ هي رياضة ليست كبقية الرياضات مثل كرة القدم وكرة السلة؛ حيث تعتمد على الأجهزة الإلكترونية والواقع الافتراضي، وليس فيها حركة بدنية حقيقية. وتعرف على أنها منافسات في ألعاب الفيديو بين مجموعة من اللاعبين سواء كانوا على هيئة أفراد أو فرق ضمن بطولات محلية أو عالمية بهدف الفوز بجوائز معنوية ومادية. تتبع هذه البطولات لمجموعة من القوانين ويمكن أن تتم داخل صالات بحيث يجتمع اللاعبون في مكان ووقت محدد أو عن بعد من خلال الإنترنت ويتم ذلك بعد الاتفاق على مواعيد وجدول المباريات.

## الاعتراف الدولي
اعترفت العديد من الدول بالرياضة الإلكترونية كرياضة رسمية وأنشأت جمعيات غير ربحية؛ لتنظيم فعاليتها داخل الدولة وإدارة علاقاتها خارجها، وغالباً ما تتبع تلك المنظمات إلى اللجنة الأولمبية أو اتحاد الرياضة الالكترونية، وتحت رعاية وزارة الشباب والرياضة . ويطلق علي الرياضة الإلكترونية في بعض الدول اسم الرياضة الذهنية كما هو الحال في جنوب أفريقيا.
كما استخدمها بعض المرشحين كأداة لدعم حملاتهم الانتخابية مثل أنجيلا ميركل ورئيس وزراء ماليزيا نجيب رزاق.
عربياً يوجد ممثل رسمي يتبع للجنة الأولمبية في دول الإمارات وسورية والسعودية، كما توجد منظمات غير ربحية غير تابعة للاتحاد الرياضي مباشرة في مصر وتونس ولبنان. أيضاً توجد منظمات إقليمية مثل Esports Middle East (بطولات الشرق الأوسط لألعاب الفيديو) وNACL دوري شمال افريقيا السيبيري.

## أنواعها

### ألعاب ذات طابع استراتيجي
تعتمد الألعاب ذات طابع استراتيجي على قدرة الشخص على القيادة والتفكير كقيادة جيش أو بناء مدن. وتعتمد هذه الألعاب أيضاً عادة على التصوير العلوي وتحريك الجيش بالفأرة، وتكمن فكرتها بإعداد معسكر حربي وتجهيزة وحمايته حتى الاستقرار، ثم القيام بمحاربة المعسكرات الأخرى حتى يتم إبادتها جميعا والفوز في المعركة.

### الألعاب ذات المنظور الأول
تعتمد الألعاب ذات المنظور الأول في أسلوب لعبها على البعد الأول للاعب في اللعبة (أي بأن نرى فقط مقدمة السلاح واليدين ممسكة به) وهذا النوع من الألعاب ذو انتشار واسع وكبير، ولعل ما يميز هذا النوع من الألعاب هو محاكاتها للواقع، بحيث تجعل اللاعب يعيش أجواء المغامرة وكأنه هو البطل، وتختلف الألعاب في هذا الجانب من حيث أسلوب اللعب ونمطه.

### ألعاب تحاكي الرياضات الحقيقة
هي ألعاب تحاكي الرياضات الحقيقة مثل كرة القدم أو كرة السلة أو كرة الطائرة وغيره من الرياضات الأخرى، ويعتمد هذا النوع من الألعاب على تنافس بين اثنين بالمنظور الثالث أو ما يعرف باسم 3D، وينتشر هذا النوع من الإلعاب على أجهزة الكونسل (بلايستيشن & اكس بوكس & نيتيندو)

### ألعاب تمثيل الأدوار
يعتمد هذا النوع من الألعاب على عنصرين رئيسيين وهما منظور الشخص الثالث (بحيث يعرض لك جسم الشخصية أو البطل وتحدد مسيرته) وأسلوب اللعب الجماعي بحيث يشارك الفرد مجموعة من اصدقائة في محاربة مجموعة أخرى وتختلف هذه الألعاب في أسلوب اللعب والأفكار.

## تاريخ الرياضة الإلكترونيه
تعود نشأت هذه الرياضة إلى عام 1983 ميلادي على يد منظمة أمريكية معروفه باسم Twin Galaxies، حيث قام Walter Aldro Day صاحب المنظمة بعمل إحصائيات في أمريكا عندما قام بزيارة أكثر من 100 معرض للألعاب الفيديو، حيث وجد انجذاب الشباب كبير لهذا النوع، عندها قرر في إنشاء فريق باسم U.S. National Video Game Team ومهمته إدارة المسابقات والفعاليات في ألعاب الفيديو.

## البطولات والمسابقات

### بطولة Video Game Masters Tournament
تُعد أولى المسابقات في ذلك المجال ومعها بدء نجاح ورواج هذه الرياضة.
في حين بدأ عصر PC فعلياً العام 1993م، حيث بدأت البطولات فيه وصب الاهتمام على اللعبة الأشهر في ذاك الوقت اللعبة الشهير ذاك الوقت دوم (Doom) ثم دوم 2 (Doom II) ثم Quake.
كانت البطولات مصغره ومقتصرة على تحديات في شبكات مغلقة «أي بمعنى تواجد الفريقين بمكان واحد»، وذلك في شرق آسيا الصين أو بأمريكا.
واستمر الحال على المنوال نفسه حتى عام 1997م، حيث شهد هذا العام عصر البطولات العالمية.

## البطولات العالمية

### بطولة Cyberathlete Professional League - CPL
تعتبر أول بطولة على المستوى العالمي في الرياضة الإلكترونية، فقد تم إنشائها عام 1997 بداية انطلاقتها كانت في أمريكا وبالتحديد في Dallas, Texas تعتبر من أفضل البطولات العالمية واعرقها وقد بغلت قيمة الجوائز بها ما يقارب مليون دولار ويتراوح عمر المتنافسين فيها من 17 سنة فأكثر.
وفي أغسطس في عام 2008 كما يعلم الجميع أعلن عن شرائها من قبل مستثمرين في الإمارات العربية المتحدة بالتحديد أبو ظبي.
وفي عام 2009 أعلن عن شريك جديد في بطولات CPL لإستضافة البطولات الخاص بهم في Dream Hack وهو يعتبر أكبر مقهى ألعاب شبكة بالعالم حيث يضم ما يقارب 10,000 جهاز وما يقارب 11,000 لاعب ومقرها بالسويد ويبدو أننا في شتاء 2010 سنشهد أقوى إبداعات CPL بعد حصولها على مستثمرين جدد وكذلك تكفلت Dream Hack باستضافات البطولة.
طبعاً مهرجان عالمي مثل CPL لا يكاد يخفى علينا كمحبين للرياضة الإلكترونية هذا مقطع يوضح فعاليات البطولة::
[[ميديا:]]

### بطولة World Cyber Games
في عام 2000 أنشأت أول بطولة لها في كوريا الجنوبية تحديدا في سيؤل وكانت البطولة تقتصر على الإلعاب التالية:
Quake III Arena, StarCraft, FIFA 2000, Age of Empires II: The Age of Kings.
البداية كانت هي مشاركة 174 متسابق من 17 بلداً مختلفاً، مع مجموعة جوائز تقدر بـ 20,000 دولار.
وبحلول عام 2006 تم رفع قيمة الجوائز إلى 500,000 دولار وزاد عدد المتسابقين إلى 700 من 70 بلدا مختلفا.
وبحلول 2010 إن شاء الله ستكون استضافتها في مدينة لوس أنجلس حينها ستكمل هذه البطولة 10 سنوات مطوية بالنجاح منقولة ة الأحداث على قناة Spike TV
الجدير بالذكرأن الألعاب التي تم التنافس عليها في آخر عام 2009 كانت على الشكل التالي (الشيء الغريب حتى ألعاب الجوال كانت موجودة)::
StarCraft: Brood War (1v1) – PC
Warcraft III: The Frozen Throne (1v1) – PC
Counter-Strike 1.6 (5v5) – PC
FIFA 09 (1v1) – PC
TrackMania Nations Forever (1v1) – PC
Red Stone (4v4) – PC
Carom3D (1v1) – PC
Virtua Fighter 5 (1v1) – Xbox 360
Guitar Hero: World Tour (1v1) – Xbox 360
Wise Star 2 (1v1) – Mobile
Asphalt 4 (1v1) – Mobile
Dungeon & Fighter – PC
مقطع فيديو للبطولة
لاحقا

### بطولة Electronic Sports World Cup
كانت بداية هذه البطولة عام 2003 وهي عبارة عن كأس العالم لهذه البطولة، وشهدت هذه البطولة نجاحاً كبيراً، واحتدام متنافسين بشدة على اللقب.
كانت بدايتها تضم 358 لاعب مشارك من 37 بلدا وجوائز قدرها 150,000 يورو، وإزداد العدد في عام 2006 إلى 547 مشاركا من 53 دولة مختلفه بجوائز قدرها 500,000 دولار ثم وصلت قيمة الجوائز إلى مليون وخمسمائة ألف دولار لتصبح أقوى قيمة جوائز على مر التاريخ لهذه الرياضة.
بداية التصفيات المؤهله تكون كل كلان في بلده ويحق له في التأهل وتمثيل بلده كاملا في نهائيات ESWC وحقيقه هذه البطولة حصلت على الكثير من الإعجاب من المشاركين والجماهير المتابعة للبطولة، وذلك بسبب الجهد الجبار فيها، لانها وبكل مصداقية صنعت من نفسها كأس للعالم لهذه البطولة حيث أتاحت للجميع من كافة البلدان المشاركة فيها، وللذكر نهائيات هذه البطولة تقام في دولة فرنسا.
[صور عابرة لهذا الكرنفال العالمي]
مقطع فيديو لنهائيات كأس العالم للرياضات الإلكترونية
[[ميديا:]]
هذا جدول يوضح لك الدول التي حصدت الميداليات في هذه البطولة:
هذه ويبدو أن فرنسا المضيفه هي الأكثر حصولاً وحصد للجوائز بـ 8 ميداليات ذهبية و7 فضية و7 برونزيه ومجموع 22 ميدالية، واحتلت السعودية المركز الـ 13 بحصولها على ميدالية ذهبيه واحده، طبعا راح تقولون متى !! ومن هذا البطل؟؟
اخذت السعودية الميدالية الذهبية في لعبة PRO Evolution Soccer - واسم البطل المتوج بالذهبية «بدر حكيم» والذي لقّب نفسه بـ «جوكر العرب».
في العام الذي يليه وبعد أن أصبح بطل العالم، أوقعته القرعة مع لاعب إسرائيلي، (وكان من شروط المسابقة أن يتصافح الخصمين قبل المواجهة) حيث قرر بدر حكيم ان يضحي بلقب بطل العالم وينسحب حتى لا يصافح اللاعب الإسرائيلي.
[صورة للبطل بدر حكيم]
وهذا الخبر في جريدة الرياض بعد تحقيقه الميدالية الذهبية لصالح المملكة.
عام 2006 كاد ان يكون انطلاقة كبيرة في الرياضة الإلكترونية في المملكة العربية السعودية، حيث تم تشكيل الفريق السعودي للرياضات الإلكترونية::
الفريق السعودي في كأس العالم للرياضات الإلكترونية
PRO Evolution Soccer:
بدر يوسف حكيم
محمد با خدلق
تركي الجدوع
في لعبة سباق سيارات:Grand Torismo
أصيل السفياني
وليد با صقر
في لعبة سباق سيارات Track Mania Nations:
أحمد فلمبان
مازن طويرقي
لعبة المعارك الإستراتيجية War Craft
محمد تركستاني
عبد الرحمن مير
فريق لعبة Counter-Strike ويضم:
أحمد برديسي
على الضالعي
محمد العميري
أسامه العميري

### بطولة World eSports Games
أقيمت أول بطولة WEG عام 2005 حيث تنافس لاعبون في لعبة كاونتر سترايك، ولعبة ووركرافت في مدينة سيؤل بكوريا الجنوبية، وقد عرضت هذه البطولة على شاشات التلفزيون الكوري.
وتعتبر WEG في الواقع واحدة من أنجح البطولات الكبرى، ويعود السبب إلى أن الحكومة الكورية أجبرت الشركات المهتمه بالتقنية على رعاية البطولة، ويُتوقع أن تصبح الأقوى والأفضل على مستوى العالم.

### هذا ما يخص أشهر البطولات العالمية تقريبا ويوجد هناك الكثير من البطولات سنذكر بعضها على عجاله
- E-Sports Entertainment League (دوري عالمي)
- Cyber Evolution (دوري عالمي)
- ESL Extreme Masters (دوري عالمي)
- Electronic Sports World Cup (دوري عالمي)
- World Cyber Games (دوري عالمي)
- Overwatch World Cup (دوري عالمي)
- World e-Sports Games (دوري عالمي)
- ESL Major Series (دوري أوروبي)
- ESL Pro Series (في بعض الدول الإروبيه)
- NGL One (دوري أوروبي)
- ClanBase EuroCup (دوري أروربي)
- Total Gaming League (دوري عالمي)
- Pro Gaming League (دوري أمريكا الشمالية)
- UKeSA Dell XPS Premiership (دوري مملكة بريطانيا)
- National Professional Cybersport League (دوري روسي)
- Athens Gaming League (دوري يوناني)
- Team Excrucio (دوري عالمي)

## أكبر الجوائز المقدمة في مجال الرياضات الإلكترونية (كمجموع للّعبة المذكورة)
1. دوتا2 (Dota2) مجموع الجوائز: $86,917,657.85
2. ليق أوف ليجندز (League of Legends) مجموع الجوائز: $30,866,103.39
3. ستار كرافت 2 (StarCraft II) مجموع الجوائز: $20,176,918.55
4. كاونتر سترايك - قلوبال أوفينسيف (CS-GO) مجموع الجوائز: $20,073,149.98
5. كاونتر سترايك (Counter Strike) مجموع الجوائز: $10,764,492.98

## أكبر الجوائز المقدمة خلال بطولة واحدة
حاز فريق Wings Gaming الصيني المكون من خمسة لاعبين تتراوح أعمارهم بين 18 و24 عاماً على الجائزة الكبرى في بطولة Dota2، وقيمتها 9 ملايين دولار أمريكي، وقد أقيمت البطولة بمدينة سياتل الأمريكية في أغسطس 2016، حيث بلغ مجموع جوائز البطولة 20 مليون دولار أمريكي، وتعتبر هذه الجائزة الأكبر في تاريخ بطولات الفيديو عالمياً.

## الكلانات العالمية

### مفهوم الكلان
في عالم الرياضة الإلكترونية eSport يطلق على الفريق Clan، والكلان «هو مجموعة من اللاعبين في فريق واحد» يخضون مباريات ضد الكلانات الآخرى في مباريات تعرف باسم "Scrims"

### أهمية انضمام اللاعب للكلان
تخدم الكلانات أعضاء الفريق فيما بينهم من حيث اكتساب مهارة أو احتكاك اللاعبين ببعضهم البعض والمساعدة في إنجاز المبتغى من خلال عمل جماعي والتكاتف معا في وضع الإستراتيجات والاستمتاع بالألعاب ذات الطابع التنافسي أكثر وأكثر.

### هوية الكلان
وقت المباريات نجد الكلانات تستخدم علامات قبل اسم كل عضو بهذه الأشكال غالبا ما تكون "" () <> [ ] أو غيره، وغالباً يكون بداخل هذه الأقواس اسم الكلان مثل [اسم الكلان] اسم اللاعب، أو [اسم اللاعب] اسم الكلان أو (اسم الكلان) اسم اللاعب، أو (اسم اللاعب) اسم الكلان، وهكذا.

### أسس الكلان الناجح

#### المنافسة
لاستمراية الكلان، يجب أن يثبت الندية عن طريق المنافسة.

#### تقسيم الأدوار
تقسيم الأدوار من أساسيات العمل الجماعي ومطلوب لإنجاح الكلان. فمثلا قد يتميّز شخص عن البقية بسلاح ويتميز آخر بسلاح آخر.
المهم ان يصبح كل لاعب مكمل للآعب الآخر وقت المباريات عن طريق تقسيم الأدوار.

#### التدريب
من خلال التدريب، يتعرف الكلان على نقاط قوته ونقاط ضعفه كمجمل عام. وكذلك في التفاهم ما بين اللاعبين وكذلك التمرس على تطبيق الخطط ومشاركة الأفكار، عن طريق احتكاك اللاعبين فيما بينهم عن طريق التدريب

#### التنظيم
عادة ما يكون للكلان تسلسل هرمي يبدأ من الأعلى كقائد وينتهى إلى أسفله لاعب.
ولا بد من وجود آلية تنظيم لكل كلان حتى يصبح كلان ناجح فمثلا يكون مهمة القائد علاوة على قيادة الكلان داخل ارض المباريات، حل المشاكل بين أفراد الكلان وسن قوانين خاصه بالكلان، بحيث يتم معاقبة الخارجين عنها بمنعهم مثلا من المشاركات في المباريات.
ويقوم الكلان بفتح موقع خاص به يكون أحد أعضاء الكلان مسؤول عن الموقع واستحداث المعلومات به أو ان يكون هناك شخص من أعضاء الكلان هو المسؤول عن تدريب الأعضاء.
يتكون الكلان من تسلسل هرمي إداري يتمثل في:
- مدير الكلان Team-Manager: مهمة المدير هو نجاح الفريق والتنظيم من كل النواحي، الأشتراك في البطولات والتعاقد مع الرعاة والتعاقد مع لاعبين.
- كابتن الفريق Team-Captain: كابتن الفريق أو ما يسمى Leader يقوم بإعداد الفريق للبطولات من تدريب وتنظيم الكلان وإعداد خطط للعب.
- اللاعبين Players: هم أفراد الفريق دائماً ما يتكون من خمس لاعبين مع القائد، ويختار اللاعب الأنضمام للفرق حسب مهارته في اللعب والعمل الجماعي.

### أنواع الكلانات

#### كلان في ألعاب المنظور الأول FPS
غالبا ما يكون مهمة الكلان في هذا الجانب من هذه الإلعاب هو قتل أعضاء الكلان الآخر أو احتلال أعلام وتعتمد هذه الألعاب على جعل الكلان يهاجم في الجولة الأولى وفي الجولة الآخرى يدافع.

#### كلان في الإلعاب الإستراتيجية
مهمة الكلان هو وضع خطط دفاعية وهجومية بنفس الوقت وهي أكثر أستراتجية من الـ fps حيث يقود الكلان فيها جيش كامل على سبيل المثال وغالبا ما يكون التحدي بها 1 ضد 1 أو 2 ضد 2

##### الكلانات في هذه الألعاب تنقسم إلى أثنين
يكون لاعب هو المسؤول عن نفسه بحيث لا يكون له مدير ولكن يكون تابع لي كلان معين. يتكون من أكثر من لاعب وغالباً يكون اثنان ولكن لا يكون لديهم مدير ولكن يكونون تابعين لنفس الكلان.

#### كلان في ألعاب MMO-RPG
يتكون MMO-RPG من قسمين:

##### PVE
يتميز هذا النوع بمجمله بالنفس الطويل وغالبا ما يصل عدد الكلان الواحد فيه إلى 70 لاعب أو أكثر وهذا النوع يحبذ عدم استخدام مصطلح Clan في وصفه بل يسمون انفسهم بـ "guilds" طوائف ولربما هذا المعنى اعلم واقرب لوصفه من كلمة Clan.
```
اللعب في ال PVE يتكون من قسمين:
```

```
25 Man :- عبار عن مغاره تتسع ل25 شخص يتداولون داخلها المهارة في اللعب وقتال الوحوش التي تسمى في اللعبة (Boss)، وتختلف المهام من كل شخص لأخر على حسب شخصية اللاعب.
10 Man :-وكذالك هنا أيضاُ عبار عن مغاره تتسع ل10 أشخاص يتداولون داخلها المهارة في اللعب وقتال الوحوش التي تسمى في اللعبة (Boss)، وتختلف المهام من كل شخص لأخر على حسب شخصية اللاعب.
```

PVE 25 Man
www.youtube.com/watch?v=G3LC1rCp9hE

##### PVP-2
يتميز هذا النوع بوجود كلانات ويكون عباره عن مواجهه ما بين الكلانات في Arena أو تعرف بساحة الحرب ويتمركز اللعب بالعمل الجماعي بحيث كل شخص له مهارته في اللعب وشخصية مختلفه لي مساعدة فريقه.
```
اللعب في ال PVP يتكون من كلان يلعب المباريات بثلاث طرق:
```

PvP 5 vs 5 & PvP 3 vs 3 & PvP 2 vs 2
PvP 3 vs 3
www.youtube.com/watch?v=7duX4QpVaAQ
تختلف طرق اللعب من لعبه إلا أخرى ولكن ما كتب لكم هو أسلوب أكثر الألعاب في MMO-RPG

#### كلان في الإلعاب المحاكية
طبعا العاب محاكية المقصود منها ألعاب تحاكي الحياة الحقيقة كما هي مثل لعبة Microsoft Flight Simulator التي تحاكي واقعية الطيران من خطوط وقيادة وشبكات سفر وحتى إقلاع وهبوط ويتمحور أداء الكلان في أن كل لاعب يأخذ دور موظف كمثل مراقب برج لشخص اخر يقود الطيارة واخر مراقب للإرصاد الجوية للطيارة ومتابعة الرحلة

### أفضل الكلانات العالمية
استعراض لإفضل الفرق عالميا
وسيكون ذلك بذكر بعض أسماء الكلانات دون الكل بلمحة سريعه، حتى تتضح للقاريء اهتمام الجانب الغربي بهذه الرياضة وتدعيمه وإثبات صريح لنا ولكل مشكك ان هذه التربة خصبه للشركات ذات النشاط الإلكتروني أو التقني.
mTW
الموقع الرسمي:www.mymtw.com/de/
Evil Geniuses
الموقع الرسمي: www.myeg.net/termsofuse.php
Team Pandemic
الموقع الرسمي: www.teampandemic.net/
MoB Gaming
الموقع الرسمي: mobdeep.net/
Reason Gaming
الموقع الرسمي: www.reason-gaming.net/
ولكي تتضح الصورة أكثر وأكثر لنا سنقوم هنا بالتحدث عن بعض الكلانات ذات الشعبية العالية في الوسط العالمي، مع العلم انه يوجد كلانات ربما تكون أقوى بكثير مما سنذكره في التالي غير أننا تعمدنا عدم الدخول في حساب الأفضلية (من أفضل؟) والاكتفاء فقط بالنظرة الشاملة الكاملة والاهتمام المجمل للكلانات ماديا ومنعويا ورعاة كبار شركات التقنية العالمية لهم والالتفاف عليهم.
ٍSk Gaming
يعتبر هذا الشعار من أكثر الشعارات مشاهده في جميع البطولات وأيضاً من الشعارات التي تشاهد دائماً بالمراكز الأولى ويتواجد بأغلب الألعاب بل بكل الألعاب التي تقام لها بطولات منظمة فرق Sk Gaming حصادة في جميع الألعاب المراكز الأولى.
نبذه عن Sk Gaming
تم أنشاء هذا الصرح بعام 1997 م وكان مقره في أوبرهاوزن ألمانيا وحصد أول بطولة له بنفس العام بنهاية شهر 12 /1997 من خلال لعبة Quake وحصل على المركز الأول ومن عام 97 إلى عام 2001 حاصل على أغلب بطولات لعبة Quake لأنها هي العبه الوحيدة التي كان لها بطولات دولية في تلك الأعوام وفي عام 2001 حاصل على المركز الأول في لعبة Counter Strike لأول مره ومن بعدها كانت أنجازات Sk Gaming في كل عام تتازايد وقد حاصل من عام 1997 إلى عام 2009 وهي 12 عام في كل الألعاب على المراكز التالية:-
```
المركز الأول 168 بطولة.
المركز الثاني 138 بطولة.
المركز الثالث 142 بطولة.
(قيمة الجوائز الحاصل عليها فوق 2.000.000 يورو)
```

غير المردود المالي من الرعاة وبيع الملابس الموجود عليها الشعار بل هنالك شركات تدفع مقابل حضورهم لي العب في البطولات.
فكرة إنشاء Sk Gaming جذب الموهوبين من كل أنحاء العالم وتطوير مستوياتهم وجعلهم نجوم ومن أبرز الاعبين في العالم.
الشركاء في Sk Gaming أو الرعاة هم:
الموقع الرسمي: www.sk-gaming.com
Mousesports
تم أنشاء Mousesports بعام 2002 م ومقره الرئيسي برلين ألمانيا حصد أول جوائزه في عام 2004 وكانت البداية، هو من الأرقام الصعبة لجميع الألعاب في ألمانيا وأوروبا والعالم حاصد البطولات في خزينته أكثر من 70 بطولة، الألعاب التي تدعمها mousesports هي:
الأعتماد لدى Mousesports هو التجارة بوجهه عام وتأتي تجارتهم بدعم المواهب وإنشاء سيرفرات لهم وتوفير قطع مخصصه لي الألعاب وأنشاء بطولات دوليه في ألمانيا من غير بيع الملابس لي الفرق والرعاة الداعمين لي Mousesports ووجود طاقم ممتاز لديهم لدعم وتخصيص مدراء لي الفرق ومدربين وهو عمل أحترافي درجه أولى.
دخل Mousesports في السنة يقدر بنحو: 500.000 يورو.
الرعاة لي Mousesports
الموقع الرسمي: www.mousesports.com
Fnatic
تم إنشاء Fnatic في عام 2004 وفي عام 2006 كانت هذه بداية قويه لهم وهم حاصلين على أفضل فريق في عام 2006 وأيضاً في عام 2009 من قبل
ESPORTS TEAM OF THE YEAR Awards
في لعبة الكونتر سترايك وأيضاً هم أبطال أوروبا في ESL IEM Champions.
تملك Fnatic فرق من أعلى مستوى وتعتبر الرقم واحد في عام 2009 وإلى الآن تملك Fnatic معهد مختص لتدريب الاعبين لي الأحتراف في الألعاب التالية:
Counter-Strike, Quake Live، World of Warcraft,Call of Duty,Starcraft، DotA
يبلغ دخل Fnatic في السنة: 250.000 يورو
وتشمل الجوائز والرعاة ومن المتوقع أرتفاع الدخل 15 % في عام 2010 م لأرتفاع مستوى فرق Fnatic لأغلب الألعاب.
الرعاة لي Fnatic
الموقع الرسمي: www.fnatic.com/frontpage
تجربه...16-7-2015